# Augustinus Kilian

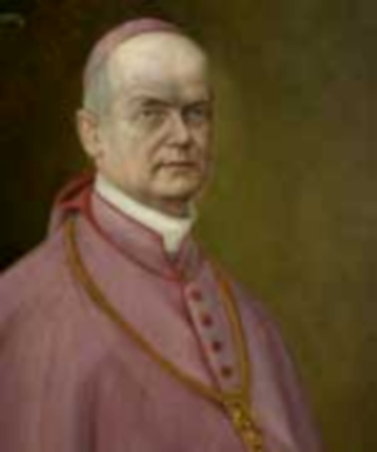
Bischof Augustinus Kilian 1886–1930, Bischof von Limburg (1913–1930)

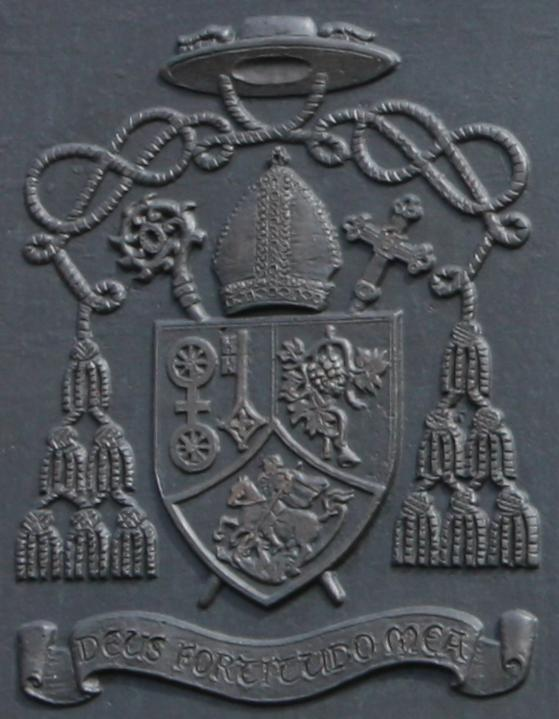
Bischofswappen von August Kilian

Karl Augustinus Kilian (* 1. November 1856 in Eltville; † 30. Oktober 1930 in Limburg an der Lahn) war von 1913 bis zu seinem Tod 1930 römisch-katholischer Bischof von Limburg.

## Leben
Kilians Vater war Schuster, starb aber, als sein Sohn erst zwei Jahre alt war. Nach seiner Schul- und Gymnasialzeit in Eltville und von 1871 bis 1877 in Hadamar sowie einer Zeit als Sanitäter beim Militär studierte Kilian Theologie und Philosophie in Münster und München. Als Student wurde er aktives Mitglied der Katholischen Studentenverbindungen Germania-Münster und Ottonia-München, beide im KV. Kilian besuchte anschließend das Priesterseminar in Freiburg im Breisgau (das Limburger Priesterseminar war wegen des Kulturkampfes in Preußen geschlossen) und empfing am 29. Juni 1881 in Freising das Sakrament der Priesterweihe. Nach einer einjährigen Kaplansstelle in Reichenhall, ging er zum Studium nach Rom, wo er im Priesterkolleg Santa Maria dell’ Anima lebte und an der Päpstlichen Universität Gregoriana  in Kirchenrecht promovierte.
Nach Tätigkeiten als Domkaplan, Religionslehrer und Domkapitular wurde Kilian 1913 als Nachfolger des verstorbenen Dominikus Willi von Papst Pius X. zum Bischof von Limburg ernannt. Die Bischofsweihe spendete ihm am 8. September 1913 Erzbischof Thomas Nörber; Mitkonsekratoren waren Georg Heinrich Maria Kirstein, Bischof von Mainz, und Joseph Damian Schmitt, Bischof von Fulda.
Kilians Hauptanliegen war die Stärkung der Großstadtseelsorge in Frankfurt am Main und Wiesbaden in einem ansonsten ländlich geprägten Bistum. Er verstärkte die Ansiedlung von Ordensgemeinschaften in seiner Diözese und errichtete die Philosophisch-Theologische Hochschule Sankt Georgen in Frankfurt am Main sowie das Priesterseminar Limburg als Ausbildungsstätten für den Priesternachwuchs.
Seine Geburtsstadt Eltville am Rhein ernannte ihn 1921 zum Ehrenbürger.
Augustinus Kilian erlag am 30. Oktober 1930 einem langjährigen Herzleiden. Sein Nachfolger wurde Antonius Hilfrich.